# 랍비 유대교

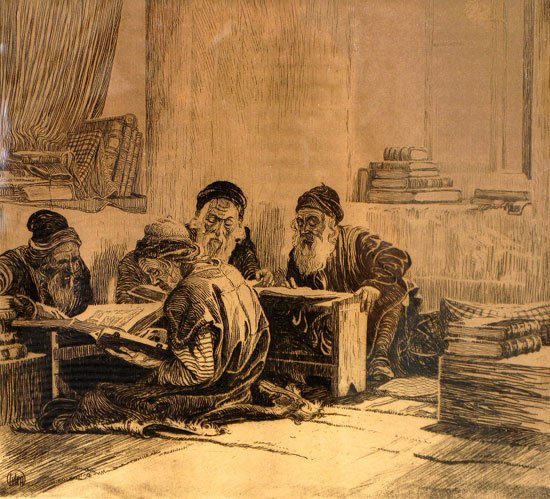
탈무드를 공부하는 사람들

랍비 유대교(히브리어: יהדות רבנית 야하두트 라바니트, 영어: Rabbinic Judaism)는 유대교의 한 종파로, 바빌로니아 탈무드의 체계화가 완성된 서기 6세기 이래로 유대교의 주류 종파이다. "랍비파"라고도 한다. 랍비 유대교는 제2성전 유대교의 바리새파에 그 뿌리를 두며, 모세가 시내산에서 하나님으로부터 문서 토라와 구전 토라를 모두 받았다는 믿음에 기초한다. 말로 전해지는 구전 토라는 문서 토라를 설명한다고 한다. 원래 구전 토라의 기록은 금지되었으나 제2성전의 파괴 이후 보존을 위해 이를 탈무드나 다른 랍비 문헌의 형태로 기록하기로 결정되었다.
랍비 유대교와 달리 사두개파, 카라임파, 사마리아파는 구전 토라의 신적 권위를 인정하지도 않고 경전 해석에 있어서 랍비적 절차를 인정하지도 않는다. 오늘날 랍비 유대교 내에도 할라카(유대 종교법)의 구속력과 기성의 해석에 도전하려는 의지 등에 관해 심오한 이견을 가진 여러 종파가 존재하나, 모두 구전 토라의 전통과 랍비적 해석 방식에 기반한다는 점은 공통적이다.

## 같이 보기
- 랍비
- 토라